# 엘리아스 아길라르
엘리아스 아길라르(스페인어: Elías Aguilar, 1991년 11월 7일 ~ )는 코스타리카의 축구 선수로, 포지션은 공격형 미드필더이다. 현재 코스타리카 프리메라 디비시온의 에레디아노에 소속되어 있다. 주로 쓰는 발은 왼발이다. K리그 시절 등록명은 아길라르였다.

## 클럽팀 경력
2011-12시즌 코스타리카 프리메라 디비시온의 CS 에레디아노에서 프로 무대에 데뷔했다.
2013-14시즌, 리가 MX의 CA 사카테페크에 입단했다. 하지만 1시즌만에 다시 CS 에레디아노에 복귀했다.
2018시즌을 앞두고 K리그1의 인천 유나이티드로 임대 이적했다. 인천에서 35경기 출전 3골 12어시스트를 기록했다. 2018시즌이 끝나고 K리그1 베스트 11 미드필더 부문에 선정되었다.
2019시즌을 앞두고 제주 유나이티드로 완전 이적했다.
2020년 여름이적시장에 인천 유나이티드로 재임대되었다가 2021 시즌을 앞두고 인천으로 완전 이적하였다.

## 국가대표팀 경력
2015년 CONCACAF 골드컵에 참여하는 코스타리카 축구 국가대표팀 명단에 포함되었다.
2018년 9월 열린 대한민국 축구 국가대표팀과의 친선경기에서 선발 출전했다.
이후 2019년 CONCACAF 골드컵에 참여하는 코스타리카 대표팀에 승선했다. 조별리그 1차전 니카라과 축구 국가대표팀과의 경기에서 득점을 기록했다. 이후 열린 버뮤다와의 조별리그 2차전 경기에서도 득점을 기록했다.

## 선수 기록
2017년 2월 27일 기준
| 선수 기록   | 선수 기록       | 선수 기록   | 리그 | 리그 | 리그 | FA컵 | FA컵 | FA컵 | 대륙대회 | 대륙대회 | 대륙대회 | 총합 | 총합 | 총합 |
| 시즌        | 구단            | 리그        | 출장 | 득점 | 도움 | 출장 | 득점 | 도움 | 출장     | 득점     | 도움     | 출장 | 득점 | 도움 |
| ----------- | --------------- | ----------- | ---- | ---- | ---- | ---- | ---- | ---- | -------- | -------- | -------- | ---- | ---- | ---- |
| 2011-12     | 에레디아노      | 리가 FPD    | 1    | 0    | 0    | 0    | 0    | 0    | –        | –        | –        | 1    | 0    | 0    |
| 2012-13     | 에레디아노      | 리가 FPD    | 34   | 3    | 7    | 0    | 0    | 0    | 6        | 2        | 0        | 40   | 5    | 7    |
| 2013-14     | 사카테페크      | 리가 MX     | 5    | 1    | 0    | 0    | 0    | 0    | –        | –        | –        | 5    | 1    | 0    |
| 2014-15     | 에레디아노      | 리가 FPD    | 32   | 5    | 4    | 4    | 0    | 0    | 6        | 1        | 1        | 42   | 6    | 5    |
| 2015-16     | 에레디아노      | 리가 FPD    | 30   | 2    | 1    | 0    | 0    | 0    | 4        | 0        | 1        | 34   | 2    | 2    |
| 2016-17     | 에레디아노      | 리가 FPD    | 37   | 8    | 0    | 0    | 0    | 0    | 3        | 0        | 0        | 40   | 8    | 0    |
| 2017-18     | 에레디아노      | 리가 FPD    | 33   | 3    | 3    | 0    | 0    | 0    | 3        | 0        | 0        | 36   | 3    | 3    |
| 2018        | 인천 유나이티드 | K리그1      | 0    | 0    | 0    | 0    | 0    | 0    | –        | –        | –        | 0    | 0    | 0    |
| 커리어 통산 | 커리어 통산     | 커리어 통산 | 172  | 22   | 15   | 4    | 0    | 0    | 22       | 3        | 2        | 198  | 25   | 17   |

코스타리카 프리메라 디비시온에서의 플레이오프 기록은 제외되어 있다.